# فينهامز

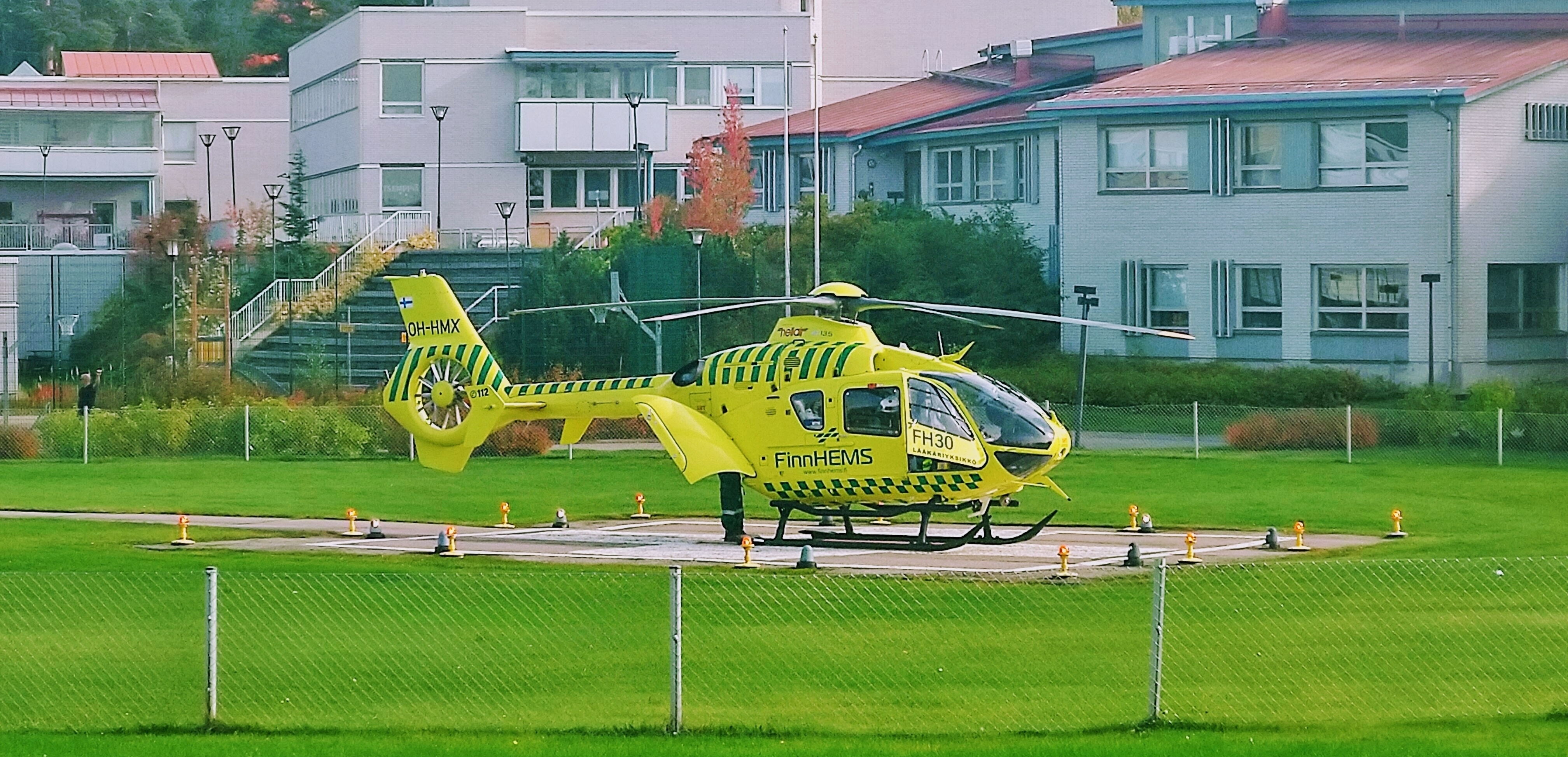
هبطت طائرة فينهامز أف أتش30 في مهبط طائرات مستشفى جورفي

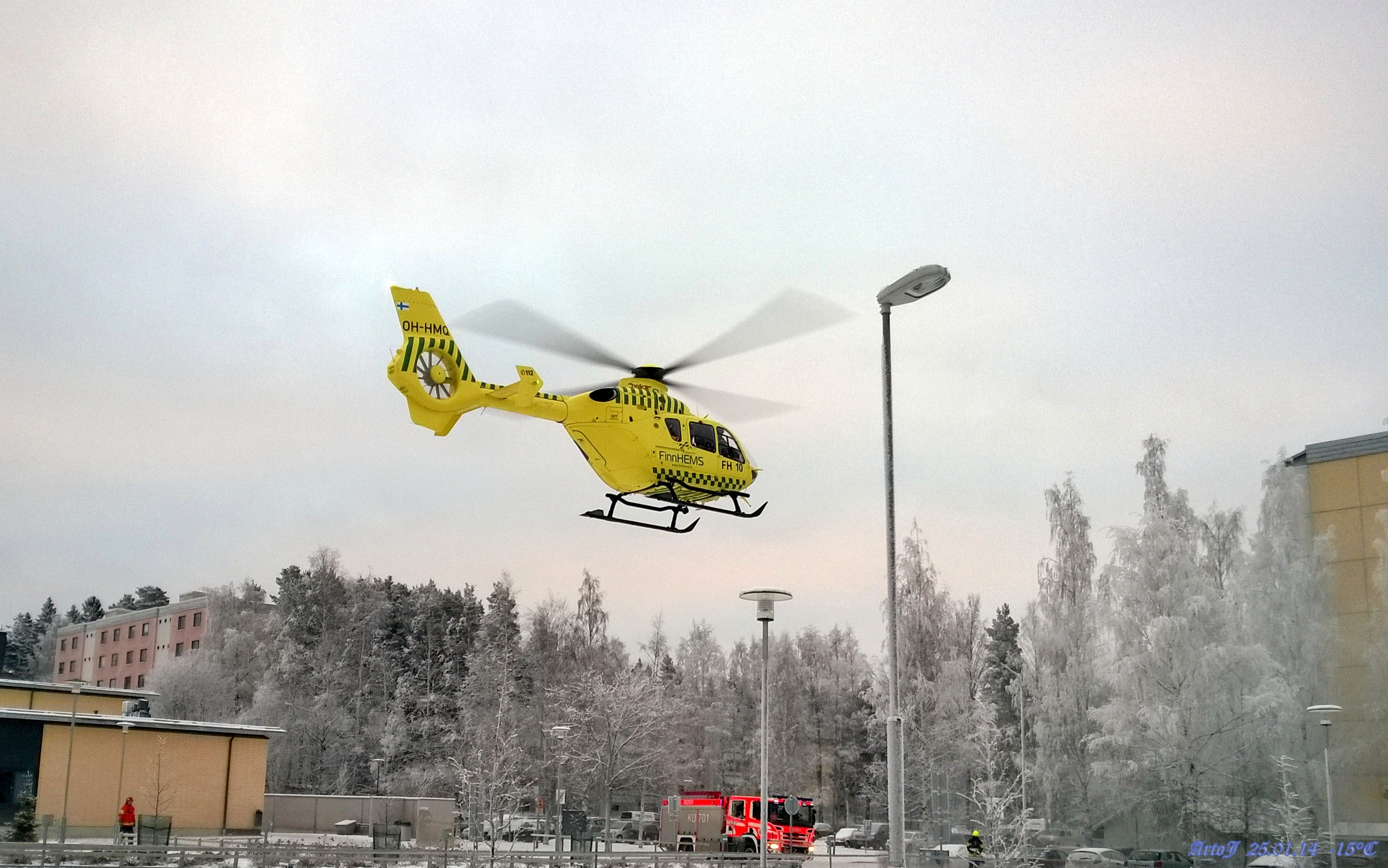
ظهور فينهامز أف أتش10 في يارفنبا

شركة فينهامز المحدودة (المعروفة أيضًا باسم FinnHEMS Oy ) هي شركة مساهمة غير ربحية مملوكة للحكومة الفنلندية تدير النظام الوطني للطائرات المروحية الطبية في فنلندا . تقوم شركة فينهامز بتعيين شركات المروحيات التي تقدم الخدمات الطبية الجوية في فنلندا وتشرف على قواعد المروحيات الطبية في جميع أنحاء البلاد. حاليًا، شركات الطائرات المروحية التي تعمل في فنلندا تحت مظلة شركة فينهامز هي بابكوك إسعاف جوي إسكندنافي و خدمة طائرات الهليكوبتر البحرية الأرخبيل التي تستخدم طائرات الهليكوبتر من طراز إيرباص EC 145 T2 و إيرباص 145 T2 و إيرباص هيليكوبترز EC135 P2 طائرة مفردة IFR.
توجد ست قواعد لطائرات الهليكوبتر الطبية، كل منها تحتوي على طائرة هليكوبتر واحدة ووحدة أرضية:  فانتا (FH10)، توركو (FH20)، تامبيري (FH30)، أولو (FH50)، روفانيمي (FH51) وكووبيو (FH60).
جميع طائرات الهليكوبتر الطبية لديها طبيب على متنها باستثناء وحدة روفانيمي التي لديها مسعف . نادرًا ما تنقل رحلات شركة فينهامز أي شخص إلى المستشفى، بل تحضر الأدوية الطارئة للمريض، والذي يتم نقله عادةً عبر سيارة إسعاف يتم إرسالها أيضًا إلى مكان الحادث. لإرسال وحدة فينهامز ، يقوم موظف الطوارئ الطبية باستشارة طبيب وإجراء تقييم للمخاطر حول ما إذا كانت هناك حاجة لذلك. الأسباب الأكثر شيوعًا لإرسال الوحدة هي السكتة القلبية وفقدان الوعي وألم الصدر وحوادث المرور .
تتوفر طائرات الهليكوبتر الطبية ووحدات الأرض التابعة لشركة فينهامز على مدار الساعة طوال أيام الأسبوع لضمان وصول طب الطوارئ على مستوى العناية المركزة إلى شعب فنلندا في الوقت المحدد وهو أمر بالغ الأهمية في الحالات السيئة من حالات الطوارئ الطبية . في عام 2014، استجابت المروحيات الطبية لـ 14444 مكالمة  في جميع أنحاء البلاد.

## روابط خارجية
- الموقع الرسمي